# Li Tieying
Li Tieying, en chino simplificado 李铁映 (Changsha, Hunan, 18 de septiembre de 1936) fue un alto dirigente del Partido Comunista de China y ocupó cargos políticos en la administración de la República Popular China. Fue miembro del Buró Político del Comité Central 13, 14 y 15 del Partido Comunista de China, vicepresidente del comité permanente del 10º congreso nacional del pueblo, consejero de estado y presidente de la Academia China de Ciencias Sociales. Actualmente es presidente de la asociación de investigación espiritual China Yan'an.

## Trayectoria
El padre de Li Tieying, Li Weihan, fue un veterano del partido comunista de China. Antes de la fundación del Partido Comunista de China, ocupó el puesto de liderazgo de más alto nivel en el partido, equivalente al actual Comité Permanente del Buró Político del Comité Central del Partido Comunista de China. Fue Secretario General del comité central del partido comunista de China. Después de la fundación de la República Popular China, fue secretario del presidente del consejo de estado, vicepresidente del comité permanente del congreso nacional del pueblo, vicepresidente del comité nacional de la conferencia consultiva política del pueblo chino, Ministro del Departamento de Trabajo del Frente Unido del Comité Central del PCCh, director adjunto del comité asesor central. Fue compañero de clase de Mao Zedong en la escuela normal No. 1 de la provincia de Hunan. La madre de Li Tieying, Jin Weiying, fue la segunda esposa de Deng Xiaoping.

### Primeras experiencias
Li Tieying nació en el condado de Baoan, región fronteriza de las regiones de Shaanxi-Gansu-Ningxia en 1936; en 1950, ingresó en la escuela secundaria afiliada a la Universidad Normal de Beijing; en abril de 1955, se unió al Partido Comunista de China en el medio escuela Después de graduarse, fue admitido en la antigua Academia Rusa de Beijing, actual Universidad de Lenguas Extranjeras de Pekín. En 1955, inició sus estudios en el departamento de física de la Universidad Carolina, Checoslovaquia; se graduó y regresó a China en 1961.
Después de regresar a China, ingresó al instituto de investigación de ciencia electrónica y radio militar del antiguo Ministerio de Defensa Nacional (República Popular China), el "décimo instituto de investigación del Ministerio de Defensa" para trabajar como personal militar activo; durante el período de 1964 a 1965, estudió japonés en la Universidad de Estudios Internacionales de Shanghái. En 1965, se unió a la unidad de investigación científica del antiguo cuarto ministerio de industria de maquinaria. Tras el estallido de la Revolución Cultural, quedó impactado y trabajó en la unidad; retomó el trabajo en 1972.

### De la escuela a la política
En 1978, Li Tieying, con 42 años, se mudó a un instituto de investigación en Shenyang en el antiguo cuarto departamento de maquinaria y, al mismo tiempo, fue vicepresidente de la asociación provincial de ciencia y tecnología de Liaoning. Desde entonces, fue secretario del Comité Municipal de Shenyang del PCCh (el primer secretario en ese momento) y secretario del comité provincial de Liaoning del Partido Comunista de China (el primer secretario en ese momento); en 1982, en el XII congreso nacional del partido comunista de China, fue elegido como miembro suplente del comité central; en 1985, fue Ministro de industria electrónica; en noviembre de 1987, en la primera sesión plenaria del XIII comité central del Partido Comunista de China, ingresó al Buró Político del Comité Central del Partido Comunista de China a la edad de 51 años y se convirtió en el líder del partido a nivel estatal; ese mismo año, fue director y secretario del partido de la comisión nacional de reforma del sistema económico. En abril de 2009, en la primera sesión del séptimo congreso nacional del pueblo, Li Tieying fue nombrado Consejero de Estado, director de la comisión nacional de educación, secretario del grupo de liderazgo del partido, y se convirtió en líder del partido; miembro electo del Buró Político del Comité Central del Partido Comunista de China en la primera sesión plenaria; reelegido Consejero de Estado de marzo de 1993 a marzo de 1998, y al mismo tiempo fue director de la comisión para la reforma económica nacional; el 19 de septiembre de 1997, Li Tieying fue reelegido de nuevo miembro del Buró Político del Comité Central del PCCh; en marzo de 1998, fue nombrado presidente de la Academia China de Ciencias Sociales, cargo en el que estuvo hasta enero de 2003.
El 15 de noviembre de 2002, Li Tieying renunció como miembro del Buró Político del Comité Central del PCCh tras la primera sesión plenaria del XVI comité central del PCCh. En marzo de 2003, Li Tieying fue elegido vicepresidente del comité permanente de la asamblea popular nacional en la primera sesión de la décima asamblea; desde enero de 2004, fue presidente de la oficina de investigación espiritual China Yan'an.
En marzo de 2008, Li Tieying, con 71 años, renunció como vicepresidente del comité permanente de la asamblea popular nacional después de la primera sesión de la XI Asamblea.

### Etapa de jubilación
El 13 de mayo de 2013, Li Tieying visitó el grupo de comunicación Hubei Diarios Multimedia como el "presidente de la asociación de investigación del espíritu Yan'an de China" e instruyó a los medios a insistir en la lucha ideológica, ser capaces de luchar en guerras literarias y al mismo tiempo desconfiar de la infiltración occidental, no usar términos como la Primavera Árabe y revoluciones de colores que "engañan a los lectores".

## Familia
- Su padre, Li Weihan, fue compañero de clase de Mao Zedong en la Escuela Normal Nº 1 de la provincia de Hunan y uno de los primeros líderes del Partido Comunista de China. Antes del establecimiento del Partido Comunista de China, ocupó puestos de alto nivel y posiciones de liderazgo dentro del Partido Comunista, incluido el de secretario general del comité central del Partido Comunista de China. Después de la fundación de la República Popular China, ocupó los cargos en el partido y en la administración del estado.
- Su madre, Jin Weiying, fue la segunda esposa de Deng Xiaoping y participó en la Gran Marcha del Ejército Rojo.
- Su hermano menor, Li Tielin, fue viceministro del departamento de organización del comité central del PCCh.
- Su esposa, Qin Xinhua, es hija de Bo Gu (Qin Bangxian), antiguo secretario general del Partido Comunista de China. Los dos tuvieron un hijo, Li Lijian, que murió en 2010.

## Obra publicada
Notas universitarias, publicado por la editorial de Educación superior el 1 de junio de 2008. Las notas de estudio de Li Tieying en la facultad de matemáticas y física de la Universidad Carolina de Praga se dividen en dos volúmenes, A y B, que incluyen física atómica, álgebra avanzada, experimentos físicos, notas ópticas, mecánica clásica, mecánica cuántica, análisis de espectro, relatividad general, la tesis de graduación, etc. Todo está manuscrito.